# Maigret (film, 1988)
Maigret je britský televizní film z roku 1988, který režíroval Paul Lynch na motivy díla Georgese Simenona. Příběh nevychází z jednoho konkrétního románu, ale je kompilací více knih. Film byl zamýšlen jako pilotní díl k televiznímu seriálu. Komisaře Maigreta hrál Richard Harris.

## Děj
Komisař Maigret vyšetřuje vraždu svého bývalého kolegy, který byl zavražděn ve vlaku a jeho tělo vhozeno do Seiny. Do případu je zapleten americký samotářský miliardář Kevin Portman, který přijíždí do Paříže, kde žijí jeho dva synové, aby je přesvědčil k odprodeji jejich podílů v rodinné obchodní společnosti.

## Obsazení
| Richard Harris   | Julian Maigret    |
| Patrick O'Neal   | Kevin Portman     |
| Victoria Tennant | Victoria Portman  |
| Ian Ogilvy       | Daniel Portman    |
| Barbara Shelley  | Louise Maigretová |
| Dominique Barnes | Tara Portman      |
| Eric Deacon      | Tony Portman      |
| Richard Durden   | Julian Braden     |
| Andrew McCulloch | seržant Lucas     |